# Homalotylus africanus
Homalotylus africanus är en stekelart som beskrevs av Timberlake 1919. Homalotylus africanus ingår i släktet Homalotylus och familjen sköldlussteklar.
Artens utbredningsområde är:
- Ghana.
- Namibia.
- Nigeria.
- Rwanda.

Inga underarter finns listade i Catalogue of Life.